# 8127 Beuf
8127 Beuf eller 1967 HA är en asteroid i huvudbältet som upptäcktes den 27 april 1967 av den argentinska astronomn Carlos U. Cesco vid Leoncito Astronomical Complex. Den har fått sitt namn efter den franske astronomen Francisco Beuf.